# قليقلة سينائية
القليقلة السينائية (باللاتينية: Minuartia sinaica) نوع نباتي يتبع جنس القليقلة من الفصيلة القرنفلية.

## الموئل والانتشار
موطنها بلاد الشام وسيناء.